# Sardinsk nationalism
Sardinsk nationalism (natzionalìsmu sardu eller sardìsmu på sardiska, nazionalismo sardo eller sardismo på italienska) är en politisk ideologi och en regionalistisk politisk rörelse, med krav på ökad autonomi eller till och med självständighet för den italienska regionen Sardinien och har åtagit sig att återupptäcka kulturarvet och alla språk på ön.